# Noords Kampioenschap 1981/83
Het Noords Kampioenschap 1981/83 was de 13e editie van dit voetbaltoernooi. Het toernooi werd gespeeld tussen 14 mei 1981 en 22 mei 1985. Er waren vier deelnemers. Denemarken werd kampioen.

## Eindstand
| Team       | Gsp | W | G | V | DV | DT | DS | Ptn |
| ---------- | --- | - | - | - | -- | -- | -- | --- |
| Denemarken | 6   | 4 | 1 | 1 | 11 | 8  | +3 | 9   |
| Zweden     | 6   | 3 | 1 | 2 | 7  | 4  | +3 | 7   |
| Noorwegen  | 6   | 2 | 1 | 3 | 6  | 8  | –2 | 5   |
| Finland    | 6   | 1 | 1 | 4 | 7  | 11 | –4 | 3   |

## Wedstrijden

### 1981
|                                             |                  |       |                                           |                                                                             |
| 14 mei «onderlinge duels» 19:00 uur (UTC+2) | Zweden           | 1 – 2 | Denemarken                                | Malmö Stadion, Malmö Toeschouwers: 12.807 Scheidsrechter: Volker Roth (FRG) |
| 14 mei «onderlinge duels» 19:00 uur (UTC+2) | Bo Börjesson 75' |       | 63' Lars Bastrup 71' Preben Elkjær Larsen | Malmö Stadion, Malmö Toeschouwers: 12.807 Scheidsrechter: Volker Roth (FRG) |

|                                             |                                                       |       |                    |                                                                                      |
| 2 juli «onderlinge duels» 19:00 uur (UTC+2) | Finland                                               | 3 – 1 | Noorwegen          | Olympisch Stadion, Helsinki Toeschouwers: 9.941 Scheidsrechter: Peer Frickmann (DEN) |
| 2 juli «onderlinge duels» 19:00 uur (UTC+2) | Keijo Kousa 31' Hannu Rajaniemi 60' Hannu Turunen 61' |       | 47' Vidar Davidsen | Olympisch Stadion, Helsinki Toeschouwers: 9.941 Scheidsrechter: Peer Frickmann (DEN) |

|                            |                           |       |         |                                                                              |
| 29 juli «onderlinge duels» | Zweden                    | 1 – 0 | Finland | Örjans vall, Halmstad Toeschouwers: 9.595 Scheidsrechter: Ole Amundsen (DEN) |
| 29 juli «onderlinge duels» | Karl-Gunnar Bjørklund 16' |       |         | Örjans vall, Halmstad Toeschouwers: 9.595 Scheidsrechter: Ole Amundsen (DEN) |

|                                                  |                |       |                                         |                                                                                |
| 12 augustus «onderlinge duels» 18:30 uur (UTC+3) | Finland        | 1 – 2 | Denemarken                              | Ratina Stadion, Tampere Toeschouwers: 4.300 Scheidsrechter: Ulf Eriksson (SWE) |
| 12 augustus «onderlinge duels» 18:30 uur (UTC+3) | Ari Valvee 17' |       | 27' John Lauridsen 84' Henrik Eigenbrod | Ratina Stadion, Tampere Toeschouwers: 4.300 Scheidsrechter: Ulf Eriksson (SWE) |

|                                                   |                                                   |       |              |                                                                                 |
| 23 september «onderlinge duels» 19:30 uur (UTC+2) | Denemarken                                        | 2 – 1 | Noorwegen    | Idrætsparken, Kopenhagen Toeschouwers: 16.200 Scheidsrechter: Günter Linn (FRG) |
| 23 september «onderlinge duels» 19:30 uur (UTC+2) | Preben Elkjær Larsen 18' Frank Arnesen 70' (pen.) |       | 62' Tom Lund | Idrætsparken, Kopenhagen Toeschouwers: 16.200 Scheidsrechter: Günter Linn (FRG) |

### 1982
|                             |                      |       |                    |                                                                                       |
| 28 april «onderlinge duels» | Noorwegen            | 1 – 1 | Finland            | Stavanger Stadion, Stavanger Toeschouwers: 5.700 Scheidsrechter: Peer Frickmann (DEN) |
| 28 april «onderlinge duels» | Hallvar Thoresen 76' |       | 16' Jyrki Nieminen | Stavanger Stadion, Stavanger Toeschouwers: 5.700 Scheidsrechter: Peer Frickmann (DEN) |

|                                            |                   |       |                    |                                                                                |
| 5 mei «onderlinge duels» 19:00 uur (UTC+2) | Denemarken        | 1 – 1 | Zweden             | Idrætsparken, Kopenhagen Toeschouwers: 15.300 Scheidsrechter: Rolf Nyhus (NOR) |
| 5 mei «onderlinge duels» 19:00 uur (UTC+2) | Frank Arnesen 83' |       | 68' Thomas Larsson | Idrætsparken, Kopenhagen Toeschouwers: 15.300 Scheidsrechter: Rolf Nyhus (NOR) |

|                                              |                                     |       |                     |                                                                                  |
| 15 juni «onderlinge duels» 19:00 uur (UTC+2) | Noorwegen                           | 2 – 1 | Denemarken          | Ullevaalstadion, Oslo Toeschouwers: 8.170 Scheidsrechter: David Richardson (ENG) |
| 15 juni «onderlinge duels» 19:00 uur (UTC+2) | Åge Hareide 19' Roger Albertsen 23' |       | 26' Michael Laudrup | Ullevaalstadion, Oslo Toeschouwers: 8.170 Scheidsrechter: David Richardson (ENG) |

|                                                  |                                                |       |                                 |                                                                           |
| 11 augustus «onderlinge duels» 19:00 uur (UTC+2) | Denemarken                                     | 3 – 2 | Finland                         | Parken, Kopenhagen Toeschouwers: 5.700 Scheidsrechter: Ulf Eriksson (SWE) |
| 11 augustus «onderlinge duels» 19:00 uur (UTC+2) | Lars Bastrup 4' Søren Lerby 66' Søren Busk 72' |       | 8' Ari Valvee 37' Hannu Turunen | Parken, Kopenhagen Toeschouwers: 5.700 Scheidsrechter: Ulf Eriksson (SWE) |

|                                                  |              |       |        |                                                                               |
| 11 augustus «onderlinge duels» 19:00 uur (UTC+2) | Noorwegen    | 1 – 0 | Zweden | Ullevaalstadion, Oslo Toeschouwers: 22.403 Scheidsrechter: Ole Amundsen (DEN) |
| 11 augustus «onderlinge duels» 19:00 uur (UTC+2) | Tom Lund 54' |       |        | Ullevaalstadion, Oslo Toeschouwers: 22.403 Scheidsrechter: Ole Amundsen (DEN) |

### 1983
|                                              |         |                                                     |        |                                                                                         |
| 7 september «onderlinge duels» 18:30 (UTC+3) | Finland | 0 – 3                                               | Zweden | Olympisch Stadion, Helsinki Toeschouwers: 8.513 Scheidsrechter: Erik Steen Jensen (DEN) |
| 7 september «onderlinge duels» 18:30 (UTC+3) |         | 1' Ulf Eriksson 3' Thomas Sunesson 23' Ulf Eriksson |        | Olympisch Stadion, Helsinki Toeschouwers: 8.513 Scheidsrechter: Erik Steen Jensen (DEN) |

### 1985
|                                             |                         |       |           |                                                                                   |
| 22 mei «onderlinge duels» 19:00 uur (UTC+2) | Zweden                  | 1 – 0 | Noorwegen | Ullevi, Göteborg Toeschouwers: 12.123 Scheidsrechter: Henning Lund Sørensen (DEN) |
| 22 mei «onderlinge duels» 19:00 uur (UTC+2) | Robert Prytz 86' (pen.) |       |           | Ullevi, Göteborg Toeschouwers: 12.123 Scheidsrechter: Henning Lund Sørensen (DEN) |